# Justus Georg Kahlert
Justus Georg Kahlert (* 13. März 1800 in Darmstadt; † 22. Dezember 1862 ebenda) war hessischer Politiker und Bürgermeister bzw. Oberbürgermeister von Darmstadt.

## Lebensstationen
Justus Georg Kahlert wurde als Sohn des Färbermeisters Christian Kahlert und dessen Frau Christine, geborene Diehl, geboren. Am 18. August 1822 heiratete er in Darmstadt seine Frau Katharina Margarethe, geborene Hax.
Kahlert war Kaufmann in Darmstadt und gründete 1822 ein Tuchwarengeschäft in Darmstadt.
Vom 1. Dezember 1841 bis zum 24. Mai 1849 war Kahlert für den Wahlbezirk Stadt Darmstadt Mitglied der zweiten Kammer der Landstände des Großherzogtums Hessen, bevor er im März 1848 in das Vorparlament zur Vorbereitung der Frankfurter Nationalversammlung in der Frankfurter Paulskirche entsandt wurde. Danach war er auch Mitglied im vom Vorparlament eingesetzten Fünfzigerausschuss.
Seit 1831 war Kahlert Mitglied des Gemeinderates Darmstadt. 1836 wurde er zum Beigeordneten, 1848 zum Bürgermeister der Stadt Darmstadt ernannt. Nach zehnjähriger Tätigkeit wurde ihm am 26. Dezember 1858 der Ehrentitel Oberbürgermeister verliehen.
Vom 18. Dezember 1856 bis zum 17. Juni 1862 war er erneut Mitglied der Landstände.
Justus Georg Kahlert wurde auf dem Alten Friedhof in Darmstadt bestattet (Grabstelle: I A 54).